# Dexia gortys
Dexia gortys là một loài ruồi trong họ Tachinidae.